# AKB48第29張單曲選拔猜拳大會
AKB48第29張單曲選拔猜拳大會（日語：AKB48 29thシングル選抜じゃんけん大会，或又常稱為第三回猜拳大會），是日本女子偶像團體AKB48猜拳決定第29張單曲唱片參與成員名單的選拔活動。這場猜拳大會是在2012年9月18日在日本武道館舉行，是AKB48第三次舉辦同性質的選拔活動。比賽最終由活動當時隸屬AKB48 Team4（之後移籍TeamB）的島崎遙香獲得勝利，成為在12月5日發行的第29張單曲《永遠的壓力》同名主打歌中站在中央（center）位置的主唱成員。

## 簡介
第三回猜拳大會的舉辦，最早是在2012年6月24日時於埼玉超級競技場舉行的《仲夏的Sounds good!》全国握手会中發表。

### 出場成員
本次的猜拳大會，除了AKB48的正式成員直接參加猜拳大會之外，AKB48的研究生、姐妹團體SKE48、NMB48、以及新組成的HKT48的所有成員均需要參加預備戰。與上次猜拳大會稍微有區別的是，本次姐妹團體的研究生，需要額外參加專屬於該團體的研究生預備戰；如果在預備戰勝出，就可以參加所屬姐妹團體的預備戰繼續決出勝負。
值得一提的是，於同年開始兼任AKB48的姐妹團體成員松井珠理奈和渡邊美優紀在本次猜拳大會當中不需要參加姐妹團體的預備戰，而是直接作為AKB48的正式成員參加本戰，被視為是增加姐妹團體成員勝出猜拳大會的有利因素。此後幾年的猜拳大會，有份兼任AKB48的他團成員也遵循此規則，可以直接以AKB48的正式成員參加本戰。
儘管在本戰舉行前，AKB48發表了新的組閣體制，但由於預備戰已經在組閣發表前舉行，故AKB48的體制仍以組閣發表前為主。
AKB48
正規成員66名，以及SKE48兼任的松井珠理奈、NMB48兼任的渡邊美優紀 - 不會在預備戰出場，而在本戰出場。
研究生1名 - 2012年7月4日，在AKB48劇場進行研究生抽選会以及舉行研究生預備戰，勝出者的1名在本戰出場。
- 增田有華因爭取到主演舞台劇機會，時間撞期而退出比賽。

SKE48
本戰出場成員8名
SKE48研究生預備戰 - 2012年7月4日，SUNSHINE STUDIO（SKE48劇場）18時開始在通常公演完結後舉行。勝出者1名可獲得SKE48預備戰的出場權。
SKE48預備戰 - 2012年7月5日18時，正規成員42名和SKE48研究生預備戰勝出者1名合計43名。
NMB48
本戰出場成員6名
NMB48研究生預備戰- 2012年6月30日12時，在NMB48劇場進行抽選会。勝出者1名可獲得NMB48預備戰的出場權。
NMB48預備戰 - 同日，NMB48研究生預備戰完結後，正規成員30名和NMB48研究生預備戰勝出者1名合計31名進行抽選会。
HKT48
本戰出場成員3名
HKT48研究生預備戰 - 2012年7月6日18時，在HKT48劇場進行抽選会。勝出者1名可獲得HKT48預備戰的出場權。
HKT48予備戦 - 同日，HKT48研究生預備戰完結後，正規成員16名和上記研究生預備戰勝出者1名，以及從AKB48移籍的指原莉乃合計18名進行抽選会。
HKT48敗者復活戰 - 2012年9月16日，因取得出場權的江藤彩也香被辭退，因此舉行敗者復活戰來選出遞補。

## 比賽流程
所屬「未」是AKB48未定的正規成員，「研」是AKB48研究生、「博研」是指HKT48研究生。
| 第1回合 | 第1回合                   | 第1回合 | 第2回合               | 第3回合               | 第4回合             | 半準決賽            | 準決賽              | 決賽              |
| No.     | 姓名                      | 所屬    | 第2回合               | 第3回合               | 第4回合             | 半準決賽            | 準決賽              | 決賽              |
| ------- | ------------------------- | ------- | --------------------- | --------------------- | ------------------- | ------------------- | ------------------- | ----------------- |
| 1 2     | 岩佐美咲 峯岸南           | A K     | 岩佐美咲 内田眞由美   | 內田真由美 島田晴香   | 內田真由美 板野友美 | 內田真由美 竹內美宥 | 內田真由美 仁藤萌乃 | 仁藤萌乃 島崎遙香 |
| 3       | 内田真由美                | K       | 岩佐美咲 内田眞由美   | 內田真由美 島田晴香   | 內田真由美 板野友美 | 內田真由美 竹內美宥 | 內田真由美 仁藤萌乃 | 仁藤萌乃 島崎遙香 |
| 4 5     | 野中美鄉 高橋朱里         | K 4     | 野中美鄉 島田晴香     | 內田真由美 島田晴香   | 內田真由美 板野友美 | 內田真由美 竹內美宥 | 內田真由美 仁藤萌乃 | 仁藤萌乃 島崎遙香 |
| 6       | 島田晴香                  | 4       | 野中美鄉 島田晴香     | 內田真由美 島田晴香   | 內田真由美 板野友美 | 內田真由美 竹內美宥 | 內田真由美 仁藤萌乃 | 仁藤萌乃 島崎遙香 |
| 7 8     | 板野友美 小森美果         | K B     | 板野友美 小林香菜     | 板野友美 渡邊麻友     | 內田真由美 板野友美 | 內田真由美 竹內美宥 | 內田真由美 仁藤萌乃 | 仁藤萌乃 島崎遙香 |
| 9       | 小林香菜                  | B       | 板野友美 小林香菜     | 板野友美 渡邊麻友     | 內田真由美 板野友美 | 內田真由美 竹內美宥 | 內田真由美 仁藤萌乃 | 仁藤萌乃 島崎遙香 |
| 10      | 增田有華                  |         | 渡邊麻友              | 板野友美 渡邊麻友     | 內田真由美 板野友美 | 內田真由美 竹內美宥 | 內田真由美 仁藤萌乃 | 仁藤萌乃 島崎遙香 |
| 11      | 渡邊麻友                  | B       | 渡邊麻友              | 板野友美 渡邊麻友     | 內田真由美 板野友美 | 內田真由美 竹內美宥 | 內田真由美 仁藤萌乃 | 仁藤萌乃 島崎遙香 |
| 12 13   | 高野祐衣 小林亞實         | M E     | 高野祐衣 高木由麻奈   | 高木由麻奈 木本花音   | 木本花音 竹內美宥   | 內田真由美 竹內美宥 | 內田真由美 仁藤萌乃 | 仁藤萌乃 島崎遙香 |
| 14      | 高木由麻奈                | E       | 高野祐衣 高木由麻奈   | 高木由麻奈 木本花音   | 木本花音 竹內美宥   | 內田真由美 竹內美宥 | 內田真由美 仁藤萌乃 | 仁藤萌乃 島崎遙香 |
| 15 16   | 木本花音 石田晴香         | E B     | 木本花音 川上禮奈     | 高木由麻奈 木本花音   | 木本花音 竹內美宥   | 內田真由美 竹內美宥 | 內田真由美 仁藤萌乃 | 仁藤萌乃 島崎遙香 |
| 17      | 川上禮奈                  | M       | 木本花音 川上禮奈     | 高木由麻奈 木本花音   | 木本花音 竹內美宥   | 內田真由美 竹內美宥 | 內田真由美 仁藤萌乃 | 仁藤萌乃 島崎遙香 |
| 18 19   | 北原里英 近野莉菜         | B       | 近野莉菜 渡邊美優紀   | 近野莉菜 竹內美宥     | 木本花音 竹內美宥   | 內田真由美 竹內美宥 | 內田真由美 仁藤萌乃 | 仁藤萌乃 島崎遙香 |
| 20      | 渡邊美優紀                | N/B     | 近野莉菜 渡邊美優紀   | 近野莉菜 竹內美宥     | 木本花音 竹內美宥   | 內田真由美 竹內美宥 | 內田真由美 仁藤萌乃 | 仁藤萌乃 島崎遙香 |
| 21      | 竹内美宥                  | 4       | 竹内美宥 小林茉里奈   | 近野莉菜 竹內美宥     | 木本花音 竹內美宥   | 內田真由美 竹內美宥 | 內田真由美 仁藤萌乃 | 仁藤萌乃 島崎遙香 |
| 22      | 小林茉里奈                | 未      | 竹内美宥 小林茉里奈   | 近野莉菜 竹內美宥     | 木本花音 竹內美宥   | 內田真由美 竹內美宥 | 內田真由美 仁藤萌乃 | 仁藤萌乃 島崎遙香 |
| 23 24   | 大場美奈 多田愛佳         | K A     | 大場美奈 仲川遙香     | 仲川遙香 仁藤萌乃     | 仁藤萌乃 梅田彩佳   | 仁藤萌乃 篠田麻里子 | 內田真由美 仁藤萌乃 | 仁藤萌乃 島崎遙香 |
| 25      | 仲川遙香                  | A       | 大場美奈 仲川遙香     | 仲川遙香 仁藤萌乃     | 仁藤萌乃 梅田彩佳   | 仁藤萌乃 篠田麻里子 | 內田真由美 仁藤萌乃 | 仁藤萌乃 島崎遙香 |
| 26 27   | 薩伊德橫田繪玲奈 高城亞樹 | 研 A    | 高城亞樹 仁藤萌乃     | 仲川遙香 仁藤萌乃     | 仁藤萌乃 梅田彩佳   | 仁藤萌乃 篠田麻里子 | 內田真由美 仁藤萌乃 | 仁藤萌乃 島崎遙香 |
| 28      | 仁藤萌乃                  | K       | 高城亞樹 仁藤萌乃     | 仲川遙香 仁藤萌乃     | 仁藤萌乃 梅田彩佳   | 仁藤萌乃 篠田麻里子 | 內田真由美 仁藤萌乃 | 仁藤萌乃 島崎遙香 |
| 29 30   | 山内鈴蘭 小嶋陽菜         | 4 A     | 小嶋陽菜 小谷里步     | 小嶋陽菜 梅田彩佳     | 仁藤萌乃 梅田彩佳   | 仁藤萌乃 篠田麻里子 | 內田真由美 仁藤萌乃 | 仁藤萌乃 島崎遙香 |
| 31      | 小谷里步                  | N       | 小嶋陽菜 小谷里步     | 小嶋陽菜 梅田彩佳     | 仁藤萌乃 梅田彩佳   | 仁藤萌乃 篠田麻里子 | 內田真由美 仁藤萌乃 | 仁藤萌乃 島崎遙香 |
| 32      | 梅田彩佳                  | K       | 梅田彩佳 下野由貴     | 小嶋陽菜 梅田彩佳     | 仁藤萌乃 梅田彩佳   | 仁藤萌乃 篠田麻里子 | 內田真由美 仁藤萌乃 | 仁藤萌乃 島崎遙香 |
| 33      | 下野由貴                  | H       | 梅田彩佳 下野由貴     | 小嶋陽菜 梅田彩佳     | 仁藤萌乃 梅田彩佳   | 仁藤萌乃 篠田麻里子 | 內田真由美 仁藤萌乃 | 仁藤萌乃 島崎遙香 |
| 34 35   | 田野優花 加藤玲奈         | 4       | 田野優花 中西優香     | 田野優花 篠田麻里子   | 篠田麻里子 前田亞美 | 仁藤萌乃 篠田麻里子 | 內田真由美 仁藤萌乃 | 仁藤萌乃 島崎遙香 |
| 36      | 中西優香                  | S       | 田野優花 中西優香     | 田野優花 篠田麻里子   | 篠田麻里子 前田亞美 | 仁藤萌乃 篠田麻里子 | 內田真由美 仁藤萌乃 | 仁藤萌乃 島崎遙香 |
| 37      | 大家志津香                | A       | 大家志津香 篠田麻里子 | 田野優花 篠田麻里子   | 篠田麻里子 前田亞美 | 仁藤萌乃 篠田麻里子 | 內田真由美 仁藤萌乃 | 仁藤萌乃 島崎遙香 |
| 38      | 篠田麻里子                | A       | 大家志津香 篠田麻里子 | 田野優花 篠田麻里子   | 篠田麻里子 前田亞美 | 仁藤萌乃 篠田麻里子 | 內田真由美 仁藤萌乃 | 仁藤萌乃 島崎遙香 |
| 39 40   | 倉持明日香 川榮李奈       | A 4     | 倉持明日香 大島優子   | 大島優子 前田亞美     | 篠田麻里子 前田亞美 | 仁藤萌乃 篠田麻里子 | 內田真由美 仁藤萌乃 | 仁藤萌乃 島崎遙香 |
| 41      | 大島優子                  | K       | 倉持明日香 大島優子   | 大島優子 前田亞美     | 篠田麻里子 前田亞美 | 仁藤萌乃 篠田麻里子 | 內田真由美 仁藤萌乃 | 仁藤萌乃 島崎遙香 |
| 42      | 前田亞美                  | A       | 前田亞美 森川彩香     | 大島優子 前田亞美     | 篠田麻里子 前田亞美 | 仁藤萌乃 篠田麻里子 | 內田真由美 仁藤萌乃 | 仁藤萌乃 島崎遙香 |
| 43      | 森川彩香                  | 未      | 前田亞美 森川彩香     | 大島優子 前田亞美     | 篠田麻里子 前田亞美 | 仁藤萌乃 篠田麻里子 | 內田真由美 仁藤萌乃 | 仁藤萌乃 島崎遙香 |
| 44 45   | 佐藤夏希 佐藤堇           | B       | 佐藤夏希 中塚智實     | 中塚智實 橫山由依     | 橫山由依 中田千智   | 橫山由依 阿部瑪利亞 | 橫山由依 島崎遙香   | 仁藤萌乃 島崎遙香 |
| 46      | 中塚智實                  | K       | 佐藤夏希 中塚智實     | 中塚智實 橫山由依     | 橫山由依 中田千智   | 橫山由依 阿部瑪利亞 | 橫山由依 島崎遙香   | 仁藤萌乃 島崎遙香 |
| 47 48   | 仲谷明香 横山由依         | A K     | 橫山由依 佐藤亞美菜   | 中塚智實 橫山由依     | 橫山由依 中田千智   | 橫山由依 阿部瑪利亞 | 橫山由依 島崎遙香   | 仁藤萌乃 島崎遙香 |
| 49      | 佐藤亞美菜                | B       | 橫山由依 佐藤亞美菜   | 中塚智實 橫山由依     | 橫山由依 中田千智   | 橫山由依 阿部瑪利亞 | 橫山由依 島崎遙香   | 仁藤萌乃 島崎遙香 |
| 50 51   | 中田千智 佐藤聖羅         | A KII   | 中田千智 岩田華怜     | 中田千智 市川美織     | 橫山由依 中田千智   | 橫山由依 阿部瑪利亞 | 橫山由依 島崎遙香   | 仁藤萌乃 島崎遙香 |
| 52      | 岩田華怜                  | 4       | 中田千智 岩田華怜     | 中田千智 市川美織     | 橫山由依 中田千智   | 橫山由依 阿部瑪利亞 | 橫山由依 島崎遙香   | 仁藤萌乃 島崎遙香 |
| 53      | 名取稚菜                  | 未      | 名取稚菜 市川美織     | 中田千智 市川美織     | 橫山由依 中田千智   | 橫山由依 阿部瑪利亞 | 橫山由依 島崎遙香   | 仁藤萌乃 島崎遙香 |
| 54      | 市川美織                  | 4       | 名取稚菜 市川美織     | 中田千智 市川美織     | 橫山由依 中田千智   | 橫山由依 阿部瑪利亞 | 橫山由依 島崎遙香   | 仁藤萌乃 島崎遙香 |
| 55 56   | 森保圓 佐藤實繪子         | H KII   | 森保圓 篠原栞那       | 森保圓 上野圭澄       | 上野圭澄 阿部瑪利亞 | 橫山由依 阿部瑪利亞 | 橫山由依 島崎遙香   | 仁藤萌乃 島崎遙香 |
| 57      | 篠原栞那                  | N       | 森保圓 篠原栞那       | 森保圓 上野圭澄       | 上野圭澄 阿部瑪利亞 | 橫山由依 阿部瑪利亞 | 橫山由依 島崎遙香   | 仁藤萌乃 島崎遙香 |
| 58 59   | 秋元才加 上野圭澄         | K E     | 上野圭澄 菊地彩香     | 森保圓 上野圭澄       | 上野圭澄 阿部瑪利亞 | 橫山由依 阿部瑪利亞 | 橫山由依 島崎遙香   | 仁藤萌乃 島崎遙香 |
| 60      | 菊地彩香                  | K       | 上野圭澄 菊地彩香     | 森保圓 上野圭澄       | 上野圭澄 阿部瑪利亞 | 橫山由依 阿部瑪利亞 | 橫山由依 島崎遙香   | 仁藤萌乃 島崎遙香 |
| 61 62   | 鈴木紫帆里 仲俣汐里       | B 4     | 鈴木紫帆里 平松可奈子 | 鈴木紫帆里 阿部瑪利亞 | 上野圭澄 阿部瑪利亞 | 橫山由依 阿部瑪利亞 | 橫山由依 島崎遙香   | 仁藤萌乃 島崎遙香 |
| 63      | 平松可奈子                | S       | 鈴木紫帆里 平松可奈子 | 鈴木紫帆里 阿部瑪利亞 | 上野圭澄 阿部瑪利亞 | 橫山由依 阿部瑪利亞 | 橫山由依 島崎遙香   | 仁藤萌乃 島崎遙香 |
| 64      | 入山杏奈                  | 4       | 入山杏奈 阿部瑪利亞   | 鈴木紫帆里 阿部瑪利亞 | 上野圭澄 阿部瑪利亞 | 橫山由依 阿部瑪利亞 | 橫山由依 島崎遙香   | 仁藤萌乃 島崎遙香 |
| 65      | 阿部瑪利亞                | 4       | 入山杏奈 阿部瑪利亞   | 鈴木紫帆里 阿部瑪利亞 | 上野圭澄 阿部瑪利亞 | 橫山由依 阿部瑪利亞 | 橫山由依 島崎遙香   | 仁藤萌乃 島崎遙香 |
| 66 67   | 中西智代梨 山岸奈津美     | H M     | 中西智代梨 島崎遙香   | 島崎遙香 永尾瑪利亞   | 島崎遙香 柏木由紀   | 島崎遙香 中村麻里子 | 橫山由依 島崎遙香   | 仁藤萌乃 島崎遙香 |
| 68      | 島崎遙香                  | 4       | 中西智代梨 島崎遙香   | 島崎遙香 永尾瑪利亞   | 島崎遙香 柏木由紀   | 島崎遙香 中村麻里子 | 橫山由依 島崎遙香   | 仁藤萌乃 島崎遙香 |
| 69 70   | 宮崎美穂 松井咲子         | B K     | 松井咲子 永尾瑪利亞   | 島崎遙香 永尾瑪利亞   | 島崎遙香 柏木由紀   | 島崎遙香 中村麻里子 | 橫山由依 島崎遙香   | 仁藤萌乃 島崎遙香 |
| 71      | 永尾瑪利亞                | 4       | 松井咲子 永尾瑪利亞   | 島崎遙香 永尾瑪利亞   | 島崎遙香 柏木由紀   | 島崎遙香 中村麻里子 | 橫山由依 島崎遙香   | 仁藤萌乃 島崎遙香 |
| 72 73   | 肥川彩愛 宮澤佐江         | M K     | 肥川彩愛 柏木由紀     | 柏木由紀 鈴木瑪莉亞   | 島崎遙香 柏木由紀   | 島崎遙香 中村麻里子 | 橫山由依 島崎遙香   | 仁藤萌乃 島崎遙香 |
| 74      | 柏木由紀                  | B       | 肥川彩愛 柏木由紀     | 柏木由紀 鈴木瑪莉亞   | 島崎遙香 柏木由紀   | 島崎遙香 中村麻里子 | 橫山由依 島崎遙香   | 仁藤萌乃 島崎遙香 |
| 75      | 藤田奈那                  | 未      | 藤田奈那 鈴木瑪莉亞   | 柏木由紀 鈴木瑪莉亞   | 島崎遙香 柏木由紀   | 島崎遙香 中村麻里子 | 橫山由依 島崎遙香   | 仁藤萌乃 島崎遙香 |
| 76      | 鈴木瑪莉亞                | B       | 藤田奈那 鈴木瑪莉亞   | 柏木由紀 鈴木瑪莉亞   | 島崎遙香 柏木由紀   | 島崎遙香 中村麻里子 | 橫山由依 島崎遙香   | 仁藤萌乃 島崎遙香 |
| 77 78   | 伊豆田莉奈 田名部生來     | 未 K    | 田名部生來 高橋南     | 高橋南 中村麻里子     | 中村麻里子 松原夏海 | 島崎遙香 中村麻里子 | 橫山由依 島崎遙香   | 仁藤萌乃 島崎遙香 |
| 79      | 高橋南                    | A       | 田名部生來 高橋南     | 高橋南 中村麻里子     | 中村麻里子 松原夏海 | 島崎遙香 中村麻里子 | 橫山由依 島崎遙香   | 仁藤萌乃 島崎遙香 |
| 80      | 松井珠理奈                | S/K     | 松井珠理奈 中村麻里子 | 高橋南 中村麻里子     | 中村麻里子 松原夏海 | 島崎遙香 中村麻里子 | 橫山由依 島崎遙香   | 仁藤萌乃 島崎遙香 |
| 81      | 中村麻里子                | 4       | 松井珠理奈 中村麻里子 | 高橋南 中村麻里子     | 中村麻里子 松原夏海 | 島崎遙香 中村麻里子 | 橫山由依 島崎遙香   | 仁藤萌乃 島崎遙香 |
| 82 83   | 河西智美 松原夏海         | B A     | 松原夏海 片山陽加     | 松原夏海 藤江麗奈     | 中村麻里子 松原夏海 | 島崎遙香 中村麻里子 | 橫山由依 島崎遙香   | 仁藤萌乃 島崎遙香 |
| 84      | 片山陽加                  | A       | 松原夏海 片山陽加     | 松原夏海 藤江麗奈     | 中村麻里子 松原夏海 | 島崎遙香 中村麻里子 | 橫山由依 島崎遙香   | 仁藤萌乃 島崎遙香 |
| 85      | 藤江麗奈                  | K       | 藤江麗奈 小嶋菜月     | 松原夏海 藤江麗奈     | 中村麻里子 松原夏海 | 島崎遙香 中村麻里子 | 橫山由依 島崎遙香   | 仁藤萌乃 島崎遙香 |
| 86      | 小嶋菜月                  | 未      | 藤江麗奈 小嶋菜月     | 松原夏海 藤江麗奈     | 中村麻里子 松原夏海 | 島崎遙香 中村麻里子 | 橫山由依 島崎遙香   | 仁藤萌乃 島崎遙香 |

## 比賽結果
下表中所列的「選拔次數」是指自AKB48第一張正式出版的單曲唱片《好想見你》（会いたかった）開始起算，直至第28張單曲唱片《UZA》為止，在所有的主要發行單曲唱片之中，獲選「選拔成員」名單、參與主要A面曲演唱的次數。至於在獨立製作發行時代所推出的單曲，則是以括號的方式標示其次數。標示「初」字者為首度入選選拔成員。
由於曾經在前兩屆奪得前16強入圍選拔成員名單的小嶋陽菜，在本屆猜拳大會第三回合之中落敗，而終止了其個人連續30次入選選拔成員的連勝紀錄。且由於小嶋是至第28張單曲發行為止唯一參與了所有AKB48單曲主打歌演唱的成員，她的落敗也打破了AKB48的成員全勤記錄。
表中各成員所屬隊伍，是以猜拳大會舉辦的時點為主。由於對應的《永遠的壓力》單曲唱片是在2012年11月1日新版的成員分組名單發表之後才發行，因此唱片中記載的成員分組會與獲選時的分組不大相同。
關於最後的比賽結果排名，除冠軍與亞軍之外，第3至第8名的名單是在猜拳大會現場決定。至於第9至第16名則是在新單曲的音樂影片（MV）拍攝前才以順位決定戰的方式確定。
| 名次 | 參賽編號 | 姓名       | 所屬隊伍 | 選抜次數   | 附註                                                |
| ---- | -------- | ---------- | -------- | ---------- | --------------------------------------------------- |
| 1    | 68       | 島崎遥香   | 4        | 2次        | 首度擔任單曲中央成員                                |
| 2    | 28       | 仁藤萌乃   | K        | 1次        |                                                     |
| 3    | 48       | 橫山由依   | K        | 7次        |                                                     |
| 4    | 3        | 內田真由美 | K        | 1次        | 曾在第一次猜拳大會入圍選拔成員 第一次猜拳大會的冠軍 |
| 5    | 38       | 篠田麻里子 | A        | 26次       | 曾在第二次猜拳大會入圍選拔成員 第二次猜拳大會的冠軍 |
| 6    | 65       | 阿部瑪利亞 | 4        | 1次        |                                                     |
| 7    | 21       | 竹内美宥   | 4        | 1次        |                                                     |
| 8    | 80       | 中村麻里子 | 4        | 初         |                                                     |
| 9    | 59       | 上野圭澄   | E        | 初         |                                                     |
| 10   | 42       | 前田亞美   | A        | 2次        | 唯一在三次猜拳大會全都入圍選拔成員                  |
| 11   | 74       | 柏木由紀   | B        | 20次       |                                                     |
| 12   | 15       | 木本花音   | E        | 1次        |                                                     |
| 13   | 7        | 板野友美   | K        | 26次（+2） |                                                     |
| 14   | 83       | 松原夏海   | A        | 2次        |                                                     |
| 15   | 32       | 梅田彩佳   | K        | 4次        | 連續在第二、三次猜拳大會入圍選拔成員                |
| 16   | 50       | 中田千智   | A        | 初         |                                                     |

## 備注
1. ↑  第3回じゃんけん大会開催決定!! （页面存档备份，存于） AKB48オフィシャルブログ 2012年6月24日付記事
2. ↑  大会舉行發表当日包括6名昇格正規成員。2012年6月16日移籍到HKT48的指原莉乃將會在HKT48預備戰出場。
3. ↑  AKB増田有華、じゃんけん大会辞退 （页面存档备份，存于） - ORICON STYLE （2012年7月8日）
4. ↑  松井珠理奈除外。
5. ↑  獲得本戰出場成員的渡辺美優紀和休養中的木下百花除外。
6. ↑  增田有華因舞台劇活動撞期辞退猜拳大會出席資格而成為空席。

## 外部連結
- AKB48第29張單曲選拔猜拳大會官方網站（页面存档备份，存于）（日語）